# يوجين بلاك
يوجين بلاك (بالإنجليزية: Eugene Black)‏ هو محامي وقاضي وسياسي أمريكي، ولد في 2 يوليو 1879 في الولايات المتحدة، وتوفي في 22 مايو 1975 في نفس البلد. حزبياً، نشط في الحزب الديمقراطي. وقد انتخب عضو مجلس النواب الأمريكي.